# Monumento a Alberto Olmedo
El monumento al famoso y popular capocómico Alberto Olmedo, en la ciudad de Mar del Plata, fue encargado por la rama de la CGT Regional que nuclea a los trabajadores de la Televisión (SUTEP), a la escultora argentina Elizabeth Eichhorn.

## Origen de la idea
A poco de cumplirse los 19 años del accidente del célebre actor, se decidió levantar un homenaje en su nombre a cien metros del lugar de su trágico fallecimiento, el edificio Maral de donde cayó desde el piso 11, el 5 de marzo de 1988. La idea surgió del gremio SUTEP por el agradecimiento de sus miembros hacia los aportes y la ayuda que el actor les hizo en vida. La obra fue inaugurada ante numeroso público presente, sus hijos, colegas actores del homenajeado, amigos y admiradores, el 27 de febrero de 2007.

## Detalles de la obra
El busto retrato se muestra en una postura cómoda y elegante, típica de Olmedo, sonriendo y mirando a la calle, dándole la espalda al sitio de la tragedia.
El monumento consta de un busto de considerable tamaño, de 145 cm de altura, realizado en fibrocemento plastificado símil piedra, pero con terminación de textura y color de bronce.

## Vandalismo y reposición
Lamentablemente, siendo común el vandalismo en las obras de arte del país, esta terminación debió haber hecho creer que era realmente bronce, por lo que, según los informes policiales, se ha querido sustraer y en el intento se cayó, deshaciéndose en pedazos casi dos años después de inaugurado.
El gremio SUTEP volvió a encargar la obra a su autora que debió empezarlo desde cero (técnica del molde perdido), esta vez un poco más grande y complementado con dos jardineras a sus espaldas, cada una con un relieve alusivo a algunos de sus personajes de la televisión y las películas: Capitán Piluso, el Manosanta, Rucucu y Rogelio Roldán.
En un sencillo acto de desagravio se volvió a emplazar la obra en el mismo sitio, en el Boulevard Marítimo entre Falucho y Rivas, el 20 de diciembre de 2008.
- Datos: Q6022949